# Elxan Məmmədov
Elxan Əbülfəz oğlu Məmmədov (Baku, 26 febbraio 1982) è un judoka azero.
Nel 2016 ha partecipato ai Giochi olimpici di Pechino 2008, Londra 2012 e Rio de Janeiro 2016.

## Palmarès
- Mondiali

Tokyo 2010: bronzo nei -90kg.
Rio de Janeiro 2013: oro nei -100kg.
- Europei

Lisbona 2008: argento nei -90kg.
Tbilisi 2009: bronzo nei -90kg.
Vienna 2010: bronzo nei -90kg.
Kazan' 2016: bronzo nella gara a squadre.
Varsavia 2017: oro nei -100kg.
- Giochi della solidarietà islamica

Baku 2017: oro nei -100kg e nella gara a squadre.
- Campionati europei under 23:

Lubiana 2004: bronzo nei -81kg;

### Vittorie nel circuito IJF
| Data            | Località  | Paese               | Categoria    |
| --------------- | --------- | ------------------- | ------------ |
| 16 gennaio 2011 | Baku      | Azerbaigian         | World Master |
| 6 maggio 2012   | Baku      | Azerbaigian         | Gran Prix    |
| 5 maggio 2013   | Baku      | Azerbaigian         | Gran Slam    |
| 26 maggio 2013  | Tjumen'   | Russia              | World Master |
| 15 maggio 2016  | Almaty    | Kazakistan          | Gran Prix    |
| 30 ottobre 2016 | Abu Dhabi | Emirati Arabi Uniti | Gran Slam    |